# بيرنق
بيرنق هي قرية في مقاطعة نير، إيران. يقدر عدد سكانها بـ 168 نسمة بحسب إحصاء 2016.